# Ctenotus zebrilla
Ctenotus zebrilla är en ödleart som beskrevs av  Storr 1981. Ctenotus zebrilla ingår i släktet Ctenotus och familjen skinkar. Inga underarter finns listade i Catalogue of Life.